# Hemibagrus
Hemibagrus — рід риб з родини Bagridae ряду сомоподібних. Має 41 вид. Відомі з часів міоцену, де був поширено вид Hemibagrus major.

## Опис
Загальна довжина представників цього роду коливається від 18 см до 1,7 м, максимальної ваги до 80 кг. Голова помірного розміру, сплощена зі зморшкуватими чи ребристими головними щитками, не вкрита шкірою. Тулуб витягнутий. Усі плавці цих сомів є помірно довгими, деякі мають отруйні шипи.

## Спосіб життя
Біотопи різних видів трохи відрізняються, але в цілому — це середні річки з швидкою течією і каламутними водами, озерами. Дно також може мати різну рельєфність — від скелястих гряд до глинистих «рівнин». Дрібні види тримаються берега, великі можуть так само плавати біля берегів і на глибині. Активні переважно вночі. Ховаються в корчах, різних сховищах біля дна. Живляться будь-якою живністю, здатної пролізти до рота — ракоподібні, риба, хробаки, комахи, молюски, водною рослинністю.
Для розмноження запливають у затоплювані ділянки лісу.
Є важливим об'єктом рибальства у країнах Південно-Східної Азії. Цінується смачне, ніжне біле м'ясо цих риб.

## Розповсюдження
Поширені від басейну Гангу-Брахмапутри (Індія) та Янцзи (КНР) до Сунди (Малайзія), численні у водоймах Індонезії та басейні річки Меконг (Таїланд, В'єтнам).

## Види
- Hemibagrus amemiyai Sh. Kimura, 1934
- Hemibagrus baramensis Regan, 1906
- Hemibagrus bongan Popta, 1904
- Hemibagrus camthuyensis V. H. Nguyễn, 2005
- Hemibagrus caveatus H. H. Ng, Wirjoatmodjo & Hadiaty, 2001
- Hemibagrus centralus Đ. Y. Mai, 1978
- Hemibagrus chiemhoaensis V. H. Nguyễn, 2005
- Hemibagrus chrysops H. H. Ng & Dodson, 1999
- Hemibagrus divaricatus H. H. Ng & Kottelat, 2013
- Hemibagrus dongbacensis V. H. Nguyễn, 2005
- Hemibagrus filamentus P. W. Fang & Chaux, 1949
- Hemibagrus fortis Popta, 1904
- Hemibagrus furcatus H. H. Ng, Martin-Smith & P. K. L. Ng, 2000
- Hemibagrus gracilis P. K. L. Ng & H. H. Ng, 1995
- Hemibagrus guttatus Lacépède, 1803
- Hemibagrus hainanensis T. L. Tchang, 1935
- Hemibagrus hoevenii Bleeker, 1846
- Hemibagrus hongus Đ. Y. Mai, 1978
- Hemibagrus imbrifer H. H. Ng & Ferraris, 2000
- Hemibagrus johorensis Herre, 1940
- Hemibagrus lacustrinus H. H. Ng & Kottelat, 2013
- Hemibagrus macropterus Bleeker, 1870
- Hemibagrus maydelli Rössel, 1964
- Hemibagrus menoda F. Hamilton, 1822
- Hemibagrus microphthalmus F. Day, 1877
- Hemibagrus nemurus Valenciennes, 1840
- Hemibagrus olyroides T. R. Roberts, 1989
- Hemibagrus peguensis Boulenger, 1894
- Hemibagrus planiceps Valenciennes, 1840
- Hemibagrus pluriradiatus Vaillant, 1892
- Hemibagrus punctatus Jerdon, 1849
- Hemibagrus sabanus Inger & P. K. Chin, 1959
- Hemibagrus semotus H. H. Ng & Kottelat, 2013
- Hemibagrus songdaensis V. H. Nguyễn, 2005
- Hemibagrus spilopterus H. H. Ng & Rainboth, 1999
- Hemibagrus taybacensis V. H. Nguyễn, 2005
- Hemibagrus variegatus H. H. Ng & Ferraris, 2000
- Hemibagrus velox H. H. Tan & H. H. Ng, 2000
- Hemibagrus vietnamicus Đ. Y. Mai, 1978
- Hemibagrus wyckii Bleeker, 1858
- Hemibagrus wyckioides P. W. Fang & Chaux, 1949